# Sân bay Aguni
Sân bay Aguni (粟国空港 Aguni Kūkō) (IATA: AGJ, ICAO: RORA) là một sân bay phục vụ Aguni, một thành phố ở quận Shimajiri của tỉnh Okinawa, Nhật Bản. Đây là sân bay hạng 3.

## Các hãng hàng không và các tuyến điểm
- Japan Airlines
  - Japan Transocean Air
    - Ryukyu Air Commuter (Naha)